# زمین دوردست
زمین دوردست (به انگلیسی: Distant Earth) نهمین آلبوم استودیویی ای‌تی‌بی است که در تاریخ ۲۹ آوریل ۲۰۱۱ توسط کنتور رکوردز عرضه شد.